# 2020-as labdarúgó-Európa-bajnokság (selejtező – H csoport)
A 2020-as labdarúgó-Európa-bajnokság selejtezőjének H csoportjának mérkőzéseit tartalmazó lapja.
A csoportban hat válogatott, Franciaország, Izland, Törökország, Albánia, Moldova és Andorra szerepelt. Az első két helyezett, Franciaország és Törökország kijutott az Európa-bajnokságra. Izland a Nemzetek Ligájában elért eredménye alapján pótselejtezőre került.

## Tabella
| Hely. | Csapat        | M  | Gy | D | V | G+ | G– | Gk  | P  | Továbbjutás                                     |     | FRA | TUR | ISL | ALB | AND | MDA |
| ----- | ------------- | -- | -- | - | - | -- | -- | --- | -- | ----------------------------------------------- | --- | --- | --- | --- | --- | --- | --- |
| 1.    | Franciaország | 10 | 8  | 1 | 1 | 25 | 6  | +19 | 25 | Kijutott a 2020-as labdarúgó-Európa-bajnokságra |     | —   | 1–1 | 4–0 | 4–1 | 3–0 | 2–1 |
| 2.    | Törökország   | 10 | 7  | 2 | 1 | 18 | 3  | +15 | 23 | Kijutott a 2020-as labdarúgó-Európa-bajnokságra |     | 2–0 | —   | 0–0 | 1–0 | 1–0 | 4–0 |
| 3.    | Izland        | 10 | 6  | 1 | 3 | 14 | 11 | +3  | 19 | Pótselejtezőre került                           |     | 0–1 | 2–1 | —   | 1–0 | 2–0 | 3–0 |
| 4.    | Albánia       | 10 | 4  | 1 | 5 | 16 | 14 | +2  | 13 |                                                 |     | 0–2 | 0–2 | 4–2 | —   | 2–2 | 2–0 |
| 5.    | Andorra       | 10 | 1  | 1 | 8 | 3  | 20 | −17 | 4  |                                                 | 0–4 | 0–2 | 0–2 | 0–3 | —   | 1–0 |     |
| 6.    | Moldova       | 10 | 1  | 0 | 9 | 4  | 26 | −22 | 3  |                                                 | 1–4 | 0–4 | 1–2 | 0–4 | 1–0 | —   |     |

## Mérkőzések
A csoportok sorsolását 2018. december 2-án tartották Dublinban. A menetrendet az UEFA még ugyanazon a napon közzétette. Az időpontok közép-európai idő szerint, zárójelben helyi idő szerint értendők.
| 2019. március 22. 20:45 |

| Albánia | 0–2               | Törökország               |
| ------- | ----------------- | ------------------------- |
|         | (0–1) Jegyzőkönyv | Yılmaz 21' Çalhanoğlu 55' |

| Loro Boriçi Stadion, Shkodra Játékvezető: Tobias Stieler (német) |

| 2019. március 22. 20:45 |

| Andorra | 0–2               | Izland                        |
| ------- | ----------------- | ----------------------------- |
|         | (0–1) Jegyzőkönyv | Bjarnason 22' Kjartansson 80' |

| Andorra la Vella-i Nemzeti Stadion, Andorra la Vella Játékvezető: Sandro Schärer (svájci) |

| 2019. március 22. 20:45 (21:45 UTC+2) |

| Moldova    | 1–4               | Franciaország                                  |
| ---------- | ----------------- | ---------------------------------------------- |
| Ambros 89' | (0–3) Jegyzőkönyv | Griezmann 24' Varane 27' Giroud 36' Mbappé 87' |

| Zimbru Stadion, Chișinău Játékvezető: Alekszandar Sztavrev (macedón) |

| 2019. március 25. 18:00 (20:00 UTC+3) |

| Törökország                          | 4–0               | Moldova |
| ------------------------------------ | ----------------- | ------- |
| Kaldırım 24' Tosun 26' 53' Ayhan 70' | (2–0) Jegyzőkönyv |         |

| New Eskişehir Stadion, Eskişehir Játékvezető: Szerhij Bojko (ukrán) |

| 2019. március 25. 20:45 |

| Andorra | 0–3               | Albánia                            |
| ------- | ----------------- | ---------------------------------- |
|         | (0–1) Jegyzőkönyv | Sadiku 21' Balaj 87' Abrashi 90+6' |

| Andorra la Vella-i Nemzeti Stadion, Andorra la Vella Játékvezető: Filip Glova (szlovák) |

| 2019. március 25. 20:45 |

| Franciaország                                  | 4–0               | Izland |
| ---------------------------------------------- | ----------------- | ------ |
| Umtiti 12' Giroud 68' Mbappé 78' Griezmann 84' | (1–0) Jegyzőkönyv |        |

| Stade de France, Saint-Denis Játékvezető: Kovács István (román) |

| 2019. június 8. 15:00 (13:00 UTC±0) |

| Izland          | 1–0               | Albánia |
| --------------- | ----------------- | ------- |
| Guðmundsson 22' | (1–0) Jegyzőkönyv |         |

| Laugardalsvöllur, Reykjavík Játékvezető: Bobby Madden (skót) |

| 2019. június 8. 18:00 (19:00 UTC+3) |

| Moldova  | 1–0               | Andorra |
| -------- | ----------------- | ------- |
| Armaș 8' | (1–0) Jegyzőkönyv |         |

| Zimbru Stadion, Chișinău Játékvezető: Bojan Pandžić (svéd) |

| 2019. június 8. 20:45 (21:45 UTC+3) |

| Törökország         | 2–0               | Franciaország |
| ------------------- | ----------------- | ------------- |
| Ayhan 30' Ünder 40' | (2–0) Jegyzőkönyv |               |

| Büyükşehir Stadium, Konya Játékvezető: Damir Skomina (szlovén) |

| 2019. június 11. 20:45 |

| Albánia                       | 2–0               | Moldova |
| ----------------------------- | ----------------- | ------- |
| Cikalleshi 66' Ramadani 90+3' | (0–0) Jegyzőkönyv |         |

| Elbasan Aréna, Elbasan Játékvezető: Ville Nevalainen (finn) |

| 2019. június 11. 20:45 |

| Andorra | 0–4               | Franciaország                                     |
| ------- | ----------------- | ------------------------------------------------- |
|         | (0–3) Jegyzőkönyv | Mbappé 11' Ben Yedder 30' Thauvin 45+1' Zouma 60' |

| Estadi Nacional, Andorra la Vella Játékvezető: Fran Jović (horvát) |

| 2019. június 11. 20:45 (18:45 UTC±0) |

| Izland                | 2–1               | Törökország |
| --------------------- | ----------------- | ----------- |
| R. Sigurðsson 21' 32' | (2–1) Jegyzőkönyv | Toköz 40'   |

| Laugardalsvöllur, Reykjavík Játékvezető: Szymon Marciniak (lengyel) |

| 2019. szeptember 7. 18:00 (16:00 UTC±0) |

| Izland                                      | 3–0               | Moldova |
| ------------------------------------------- | ----------------- | ------- |
| Sigþórsson 31' Bjarnason 55' Böðvarsson 77' | (1–0) Jegyzőkönyv |         |

| Laugardalsvöllur, Reykjavík Játékvezető: João Pinheiro (portugál) |

| 2019. szeptember 7. 20:45 |

| Franciaország                     | 4–1               | Albánia                   |
| --------------------------------- | ----------------- | ------------------------- |
| Coman 8' 68' Giroud 27' Ikoné 85' | (2–0) Jegyzőkönyv | Cikalleshi 90' (11-esből) |

| Stade de France, Saint-Denis Játékvezető: Jesús Gil Manzano (spanyol) |

| 2019. szeptember 7. 20:45 (21:45 UTC+3) |

| Törökország | 1–0               | Andorra |
| ----------- | ----------------- | ------- |
| Tufan 89'   | (0–0) Jegyzőkönyv |         |

| Vodafone Park, Isztambul Játékvezető: Donald Robertson (skót) |

| 2019. szeptember 10. 20:45 |

| Albánia                                        | 4–2               | Izland                           |
| ---------------------------------------------- | ----------------- | -------------------------------- |
| Dermaku 32' Hysaj 52' Roshi 79' Cikalleshi 83' | (1–0) Jegyzőkönyv | G. Sigurðsson 47' Sigþórsson 58' |

| Elbasan Aréna, Elbasan Játékvezető: Ivan Kružliak (szlovák) |

| 2019. szeptember 10. 20:45 |

| Franciaország                          | 3–0               | Andorra |
| -------------------------------------- | ----------------- | ------- |
| Coman 18' Lenglet 52' Ben Yedder 90+1' | (1–0) Jegyzőkönyv |         |

| Stade de France, Saint-Denis Játékvezető: Mikola Balakin (ukrán) |

| 2019. szeptember 10. 20:45 (21:45 UTC+3) |

| Moldova | 0–4               | Törökország                        |
| ------- | ----------------- | ---------------------------------- |
|         | (0–1) Jegyzőkönyv | Tosun 37' 79' Türüç 57' Yazıcı 88' |

| Zimbru Stadion, Chișinău Játékvezető: Davide Massa (olasz) |

| 2019. október 11. 20:45 |

| Andorra   | 1–0               | Moldova |
| --------- | ----------------- | ------- |
| Vales 63' | (0–0) Jegyzőkönyv |         |

| Estadi Nacional, Andorra la Vella Játékvezető: Jonathan Lardot (belga) |

| 2019. október 11. 20:45 (18:45 UTC±0) |

| Izland | 0–1               | Franciaország         |
| ------ | ----------------- | --------------------- |
|        | (0–0) Jegyzőkönyv | Giroud 66' (11-esből) |

| Laugardalsvöllur, Reykjavík Játékvezető: Gianluca Rocchi (olasz) |

| 2019. október 11. 20:45 (21:45 UTC+3) |

| Törökország | 1–0               | Albánia |
| ----------- | ----------------- | ------- |
| Tosun 90'   | (0–0) Jegyzőkönyv |         |

| Şükrü Saracoğlu Stadion, Isztambul Játékvezető: Ovidiu Hațegan (román) |

| 2019. október 14. 20:45 |

| Franciaország | 1–1               | Törökország |
| ------------- | ----------------- | ----------- |
| Giroud 76'    | (0–0) Jegyzőkönyv | Ayhan 82'   |

| Stade de France, Saint-Denis Játékvezető: Felix Brych (német) |

| 2019. október 14. 20:45 (18:45 UTC±0) |

| Izland                           | 2–0               | Andorra |
| -------------------------------- | ----------------- | ------- |
| A. Sigurðsson 38' Sigþórsson 65' | (1–0) Jegyzőkönyv |         |

| Laugardalsvöllur, Reykjavík Játékvezető: Bognár Tamás (magyar) |

| 2019. október 14. 20:45 (21:45 UTC+3) |

| Moldova | 0–4               | Albánia                                      |
| ------- | ----------------- | -------------------------------------------- |
|         | (0–3) Jegyzőkönyv | Cikalleshi 22' Bare 34' Trashi 40' Manaj 90' |

| Zimbru Stadion, Chișinău Játékvezető: Chris Kavanagh (angol) |

| 2019. november 14. 18:00 (20:00 UTC+3) |

| Törökország | 0–0         | Izland |
| ----------- | ----------- | ------ |
|             | Jegyzőkönyv |        |

| Türk Telekom Stadium, Isztambul Játékvezető: Anthony Taylor (angol) |

| 2019. november 14. 20:45 |

| Albánia            | 2–2               | Andorra             |
| ------------------ | ----------------- | ------------------- |
| Balaj 6' Manaj 55' | (1–1) Jegyzőkönyv | C. Martínez 18' 48' |

| Elbasan Aréna, Elbasan Játékvezető: Kristo Tohver (észt) |

| 2019. november 14. 20:45 |

| Franciaország                    | 2–1               | Moldova |
| -------------------------------- | ----------------- | ------- |
| Varane 35' Giroud 79' (11-esből) | (1–1) Jegyzőkönyv | Rață 9' |

| Stade de France, Saint-Denis Játékvezető: Gediminas Mažeika (litván) |

| 2019. november 17. 20:45 |

| Albánia | 0–2               | Franciaország            |
| ------- | ----------------- | ------------------------ |
|         | (0–2) Jegyzőkönyv | Tolisso 9' Griezmann 30' |

| Air Albania Stadion, Tirana Játékvezető: Slavko Vinčić (szlovén) |

| 2019. november 17. 20:45 |

| Andorra | 0–2               | Törökország             |
| ------- | ----------------- | ----------------------- |
|         | (0–2) Jegyzőkönyv | Ünal 17' 21' (11-esből) |

| Estadi Nacional, Andorra la Vella Játékvezető: Ivan Kružliak (szlovák) |

| 2019. november 17. 20:45 (21:45 UTC+2) |

| Moldova        | 1–2               | Izland                          |
| -------------- | ----------------- | ------------------------------- |
| Milinceanu 56' | (0–1) Jegyzőkönyv | Bjarnason 17' G. Sigurðsson 65' |

| Zimbru Stadion, Chișinău Játékvezető: Pavel Královec (cseh) |